# Кароль Тредиль
Кароль Тредиль (англ. Carole Tredille), также Кароль Тенесси (англ. Carole Tenessy) или просто Тенесси (англ. Tenessy, род. 1966, Савойя) — бывшая французская модель, Мисс Франция 1985 по версии Stars International, позже ставшая порноактрисой. Обладательница премии Hot d’Or.

## Биография
27 декабря 1984 года Кароль Тредиль становится обладательницей титула мисс Савойя во время конкурса Мисс Франция 1985 года, организованного Международным звездным комитетом (Comité Stars International) — комитет, конкурирующий с Geneviève de Fontenay. Она заняла второе место, а первый приз получила Isabelle Chaudieu.
В феврале 1985 года Isabelle Chaudieu, мисс Франция 1985 года, была лишена своего титула после съемки обнажённой для журнала Lui. Это стало вторым случаем в истории конкурса Мисс Франция, когда кандидат снялся для журнала обнажённым. Таким образом, Кароль Тредиль стала новой Мисс Франция 1985 года.
В 1990 году она неожиданно начинает сниматься в фильмах для взрослых. В качестве сценического имени Тредиль выбирает Tenessy, а описания некоторых фильмов с её участием сопровождает её имя с упоминанием «Old Miss France» («Бывшая Мисс Франция»). Много снимается у режиссёра Мишеля Рико (Michel Ricaud).
В мае 1992 года она была удостоена премии «Лучшая французская актриса» за фильм «Les Putes de l’Autoroute» во время 1-й церемонии Hot d’Or в Каннах. Затем Тредиль завершает свою карьеру в фильмах для взрослых, вскоре после съёмок садо-мазохистского фильма La Star Déchue режиссёра Мишеля Рико. За свою карьеру снялась более чем в 20 фильмах.

## Награды
- 1992: Hot d’Or лучшая французская актриса, на 1-й церемонии Hot d’Or в Каннах.
- Февраль 1985: Мисс Франция 1985, после смещения Изабель Шоуе (Isabelle Chaudieu).
- 1985: первое место в конкурсе Мисс Франция 1985 года, организованным Comité Stars International.
- 1984: Мисс Савойя 1984.

## Избранная фильмография
- 1994: Les «Best of» Marc Dorcel 2
- 1993: Sesso in discoteca c Давидом Коралли
- 1991: Couples infidèles с Мишелем Рико
- 1991: Passioni с Марио Сальери
- 1991: Prick Power: Anal Delights de Moli: Carol
- 1991: Rêves de cuir с Фрэнсисом Леруа и Зарой Уайтс: Sophie
- 1991: Allo fantasmes ici docteur! (Dangerous Fantasies), (1991) с Мишелем Рико
- 1991: Les Putes de l’autoroute (1991) с Мишелем Рикаудом (Michel Ricaud)
- 1991: Hohmann — Black Hammer 2 (Le Marteau-pilon anal) 1991 с Пьером Б. Рейнхардом (Pierre B. Reinhard)
- Napoli-Parigi, linea rovente, 1, 2, 11, 20 (Sarah and Friends 11 & 20) с Марио Сальери
- Sarah Young Directors Cut Special Edition 10 с Марио Сальери
- Les Misérables ou Born For Porn с Габриэлем Понтелло (Gabriel Pontello) и Фатимой Чоплин (Fatima Choplin)
- Intimité violée par une femme n° 8 de Laetitia
- Bizarre Dreams с Густавом Гумом (Gustav Gum)
- Délices sur canapé с Дени Кароллом (Denis Caroll)
- Au plaisir de femmes (Profumo di donne) с Денисом Каролем (Denis Caroll)
- 1991 : La Protégée de Lola с Мишелем Рико
- 1990 : Concepts Italien 1 & 2 (Addicted to Love 1 & 2) с Марио Сальери

- Ire Cérémonie des Hot d'Or 1992.
- Journal Télévisé A2 Dernière — Antenne 2 — 30 décembre 1985.